# Cecilia Castro Burgos
Cecilia Castro Burgos (21 giugno 1997) è una taekwondoka spagnola.

## Palmarès
- Europei

Kazan 2018: bronzo nei 73 kg.